# José Raúl Domínguez Martínez
José Raúl Domínguez Martínez (Comitán de Domínguez, Chiapas, 1953 - Ciudad de México, 13 de mayo de 2021) fue un historiador mexicano especializado en historia de la ciencia, la universidad y la izquierda mexicana, fue profesor e investigador del Instituto de Investigaciones sobre la Universidad y la Educación de la Universidad Nacional Autónoma de México por más de 35 años. Escribió y publicó varios artículos y capítulos de libros, además de presentar infinidad de conferencias, ponencias y dirigir tesis.

## Biografía
Realizó sus estudios en Historia en la Universidad Nacional Autónoma de México. La tesis de licenciatura, del año 1984, La Universidad Nacional Autónoma de Mexico durante el Rectorado del Ingeniero Javier Barros Sierra (Estudio Histórico), inició su especialización en la historia de la Universidad, resultado de su colaboración como becario en el Centro de Estudios sobre la Universidad. Posteriormente ingresó como investigador, y en uno de esos primeros proyectos surgió el libro El rector Ignacio Chávez. La universidad nacional entre la utopía y la realidad, que escribió en conjunto con Celia Ramírez, en 1993.
En 1999 estudió la maestría en Historia y se graduó con una tesis sobre la historia de la física nuclear que se publicó en el 2000. Y en 2010 se doctoró con la tesis "Historia de la ingeniería civil en México, 1900-1940", que también se publicó en 2013.
Se desempeñó como docente, asesoró algunas tesis e impartió muchas conferencias y ponencias a nivel nacional e internacional. Perteneció a varias sociedades de historiadores. 

## Publicaciones
- 1986, Centralismo y masificación de la universidad nacional, Coordinación de Humanidades-CESU, serie Pensamiento universitario 66.
- 1989, El papel del estado como estructurador de la investigación científica, Coordinación de Humanidades-CESU, serie Pensamiento universitario 74.
- 1998, Cincuenta años de ciencia universitaria: una visión retrospectiva, con Gerardo Suárez Reynoso, Judith Zubieta García.
- 2007, Cinco aberraciones fundamentales del capitalismo, coordinación, Palabra de Clío.[6]
- 2007, Panorama general de la investigación en institutos y centros de humanidades de la Universidad Nacional durante el siglo XX, M. A. Porrúa.
- 2008, La cátedra de matemáticas superiores en la Escuela Nacional de Ingenieros, con Joaquín Lozano, en Diacronías. Revista de divulgación histórica.
- 2010, México y Cuba: la libertad del hambre y el hambre de libertad, Diacronías. Revista de divulgación histórica.
- 2012, Historia general de la Universidad Nacional, siglo XX, Coordinación de Humanidades, 3 volúmenes, coordinación,[7]
- 2019,  “1968. El clavo que cerró el ataúd de la izquierda”, Diacronías. Revista de divulgación histórica.
- 2020, México, una democracia en construcción, Palabra de Clío.
- 2019, La guerra fría en América Latina, Palabra de Clío.

## Homenajes
A partir del 2021, la asociación Palabra de Clío. Historiadores mexicanos, nombró al Concurso de Estímulos a la Titulación Raúl Domínguez Martínez.
El 16 de mayo del 2023, el IISUE organizó dos mesas como homenaje a su labor académica.